# Karnavedha

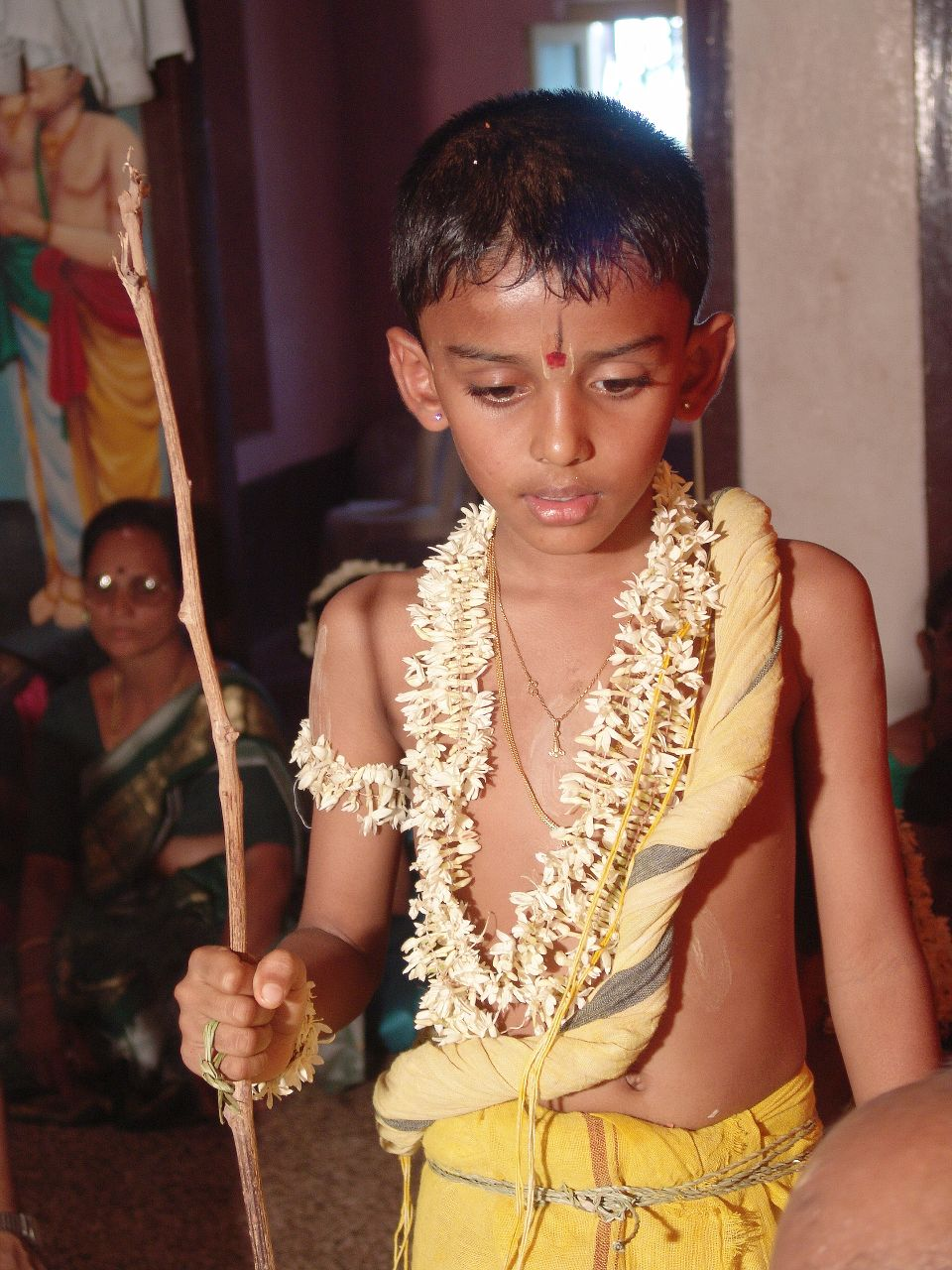
Junge mit durchstochenen Ohren

Karnavedha (sanskrit: कर्णवेध, karṇavedha) ist ein Samskara-Ritual aus dem Hinduismus. Dabei werden im Rahmen einer Zeremonie dem Kind, meist zwischen dem dritten und fünften Lebensjahr, Ohrlöcher gestochen und goldene Ohrringe eingesetzt, die nach hinduistischem Glauben das Kind vor Krankheiten schützen.